# Europa Ecologia
Europa Ecologia (en francès Europe Écologie) fou un partit polític francès d'orientació verda creat en 2008 a partir d'una idea de Daniel Cohn-Bendit per activistes ambientals procedents de diferents orígens, com Les Verts ('Els Verds'), la federació Regions i Pobles Solidaris, així com d'associacions i persones independents.
El seu objectiu és presentar un Green New Deal, una resposta global al que ells consideren una situació d'emergència. Una conversió ecològica i social de l'economia, amb la fi original de presentar llistes a les eleccions al Parlament Europeu de 2009. Va obtenir un excel·lent resultat en aquestes últimes: 16,28% dels vots i 13 eurodiputats (aconseguint gairebé al Partit Socialista - 16,48% -) i integrant-se en el Parlament Europeu en el grup Verds/ALE.
A causa de l'èxit en les eleccions europees el partit va decidir continuar la seva trajectòria i presentar-se a les eleccions regionals de 2010, en les quals es va consolidar com a tercera força del país obtenint el 12,18% dels vots en la primera volta.
El 13 de novembre de 2010, en un congrés nacional a Lió, Les Verts i Europa Ecologia decideixen fusionar-se en una nova estructura política amb el nom d'Europa Ecologia-Els Verds.

## Origen
Aquest conglomerat d'ecologistes s'inicià en tardor del 2007 a iniciativa d'alguns líders: Daniel Cohn-Bendit, Jean-Paul Besset, Pascal Durand, Cécile Duflot i Noël Mamère.
En un manifest signat per diferents personalitats, s'apel·lava a la reconstrucció d'un model de desenvolupament social i ecològic d'Europa, ja que el model actual serà polvoritzat pels fets. Es tracta d'actuar, davant les crisis ecològica, social, alimentària, energètica, econòmica i financera […] que convergeixen en una crisi global, reunint a tots els ecologistes. Aquesta unió estava orientada en principi a la construcció d'un espai polític autònom per a les eleccions europees de 2009.

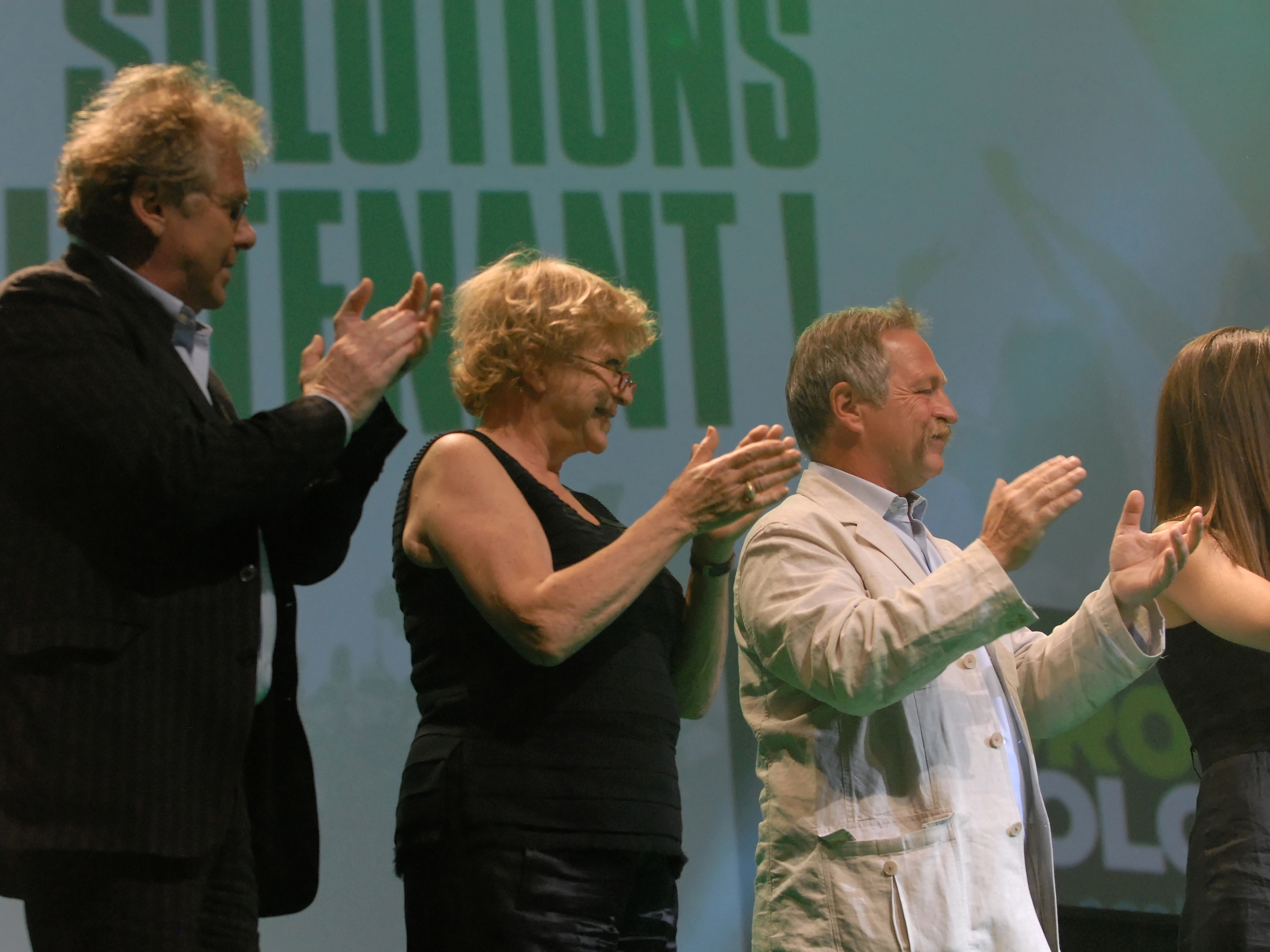
Míting d'Europa Ecologia a París el 3 de juny de 2009

Una primera versió del manifest, penjat en línia el 19 d'octubre de 2008, va ser escrit per Jean-Paul Besset i llargament corregida per Els Verds i les diverses personalitats de la formació (François Alfonsi, José Bové, Daniel Cohn-Bendit, Yannick Jadot, Erwan Lecœur…).
Presentada oficialment el 20 d'octubre de 2008 en una conferència de premsa en el Museu d'Art Africà Dapper (París), la coalició semblava un conglomerat massa heterogeni. No obstant això un dels seus representants defensava la idea, explicant que no existeix una recepta única per resoldre la crisi del model actual.

## Eleccions

### Eleccions europees de 2009

#### Els candidats
A França hi ha 8 circumscripcions electorals per a les eleccions europees. Europa Ecologia hi va presentar llistes a totes, els caps de les quals van ser:
- Circumscripció Nord-oest: Hélène Flautre, eurodiputada i François Dufour, agricultor i vicepresident d'ATTAC-França
- Circumscripció Est: Sandrine Bélier, jurista i ex-director federal de France Nature Environnement i Jacques Muller, senador i alcalde de Wattwiller
- Circumscripció Oest: Yannick Jadot, portaveu de la Alliance pour la planète i Nicole Kiil-Nielsen, exconsellera municipal en Rennes
- Circumscripció Illa de França: Daniel Cohn-Bendit, eurodiputat, Eva Joly, ex-magistrada, Pascal Canfin, economista
- Circumscripció Massís Central-Centre: Jean-Paul Besset, periodista, redactor del Pacte écologique i Ghislaine Jeannot-Pagès jurista i psicoanalista
- Circumscripció Sud-oest: José Bové i Catherine Grèze (en la llista figura Kalshang Dolma Rangeard, una tibetana compromesa amb la causa del seu poble.
- Circumscripció Sud-est: Michèle Rivasi, tinent d'alcade a Valença, i François Alfonsi, alcalde d'Osani (Còrsega), en representació de la Federació Regions i Pobles Solidaris.
- Circumscripció Ultramar: Harry Durimel, advocat, Raliba Dubois, sindicalista i Jacky Briand, militant ecologista i director de col·legi.

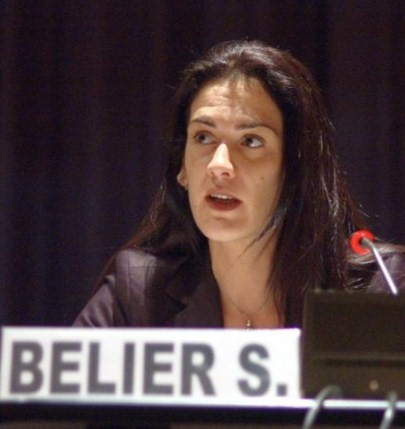
Sandrine Bélier (Circumscripció Est
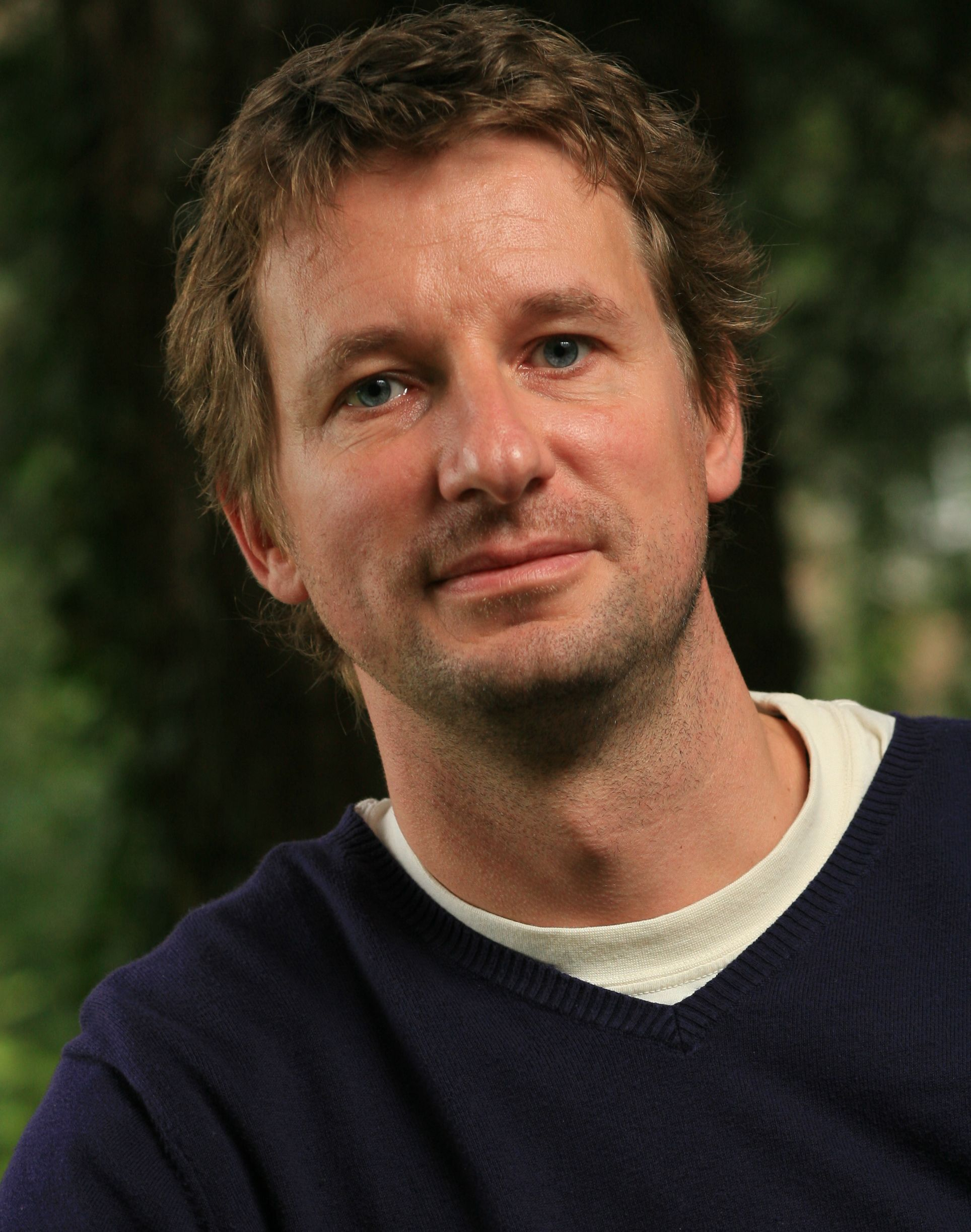
Yannick Jadot (Circumscripció Oest)
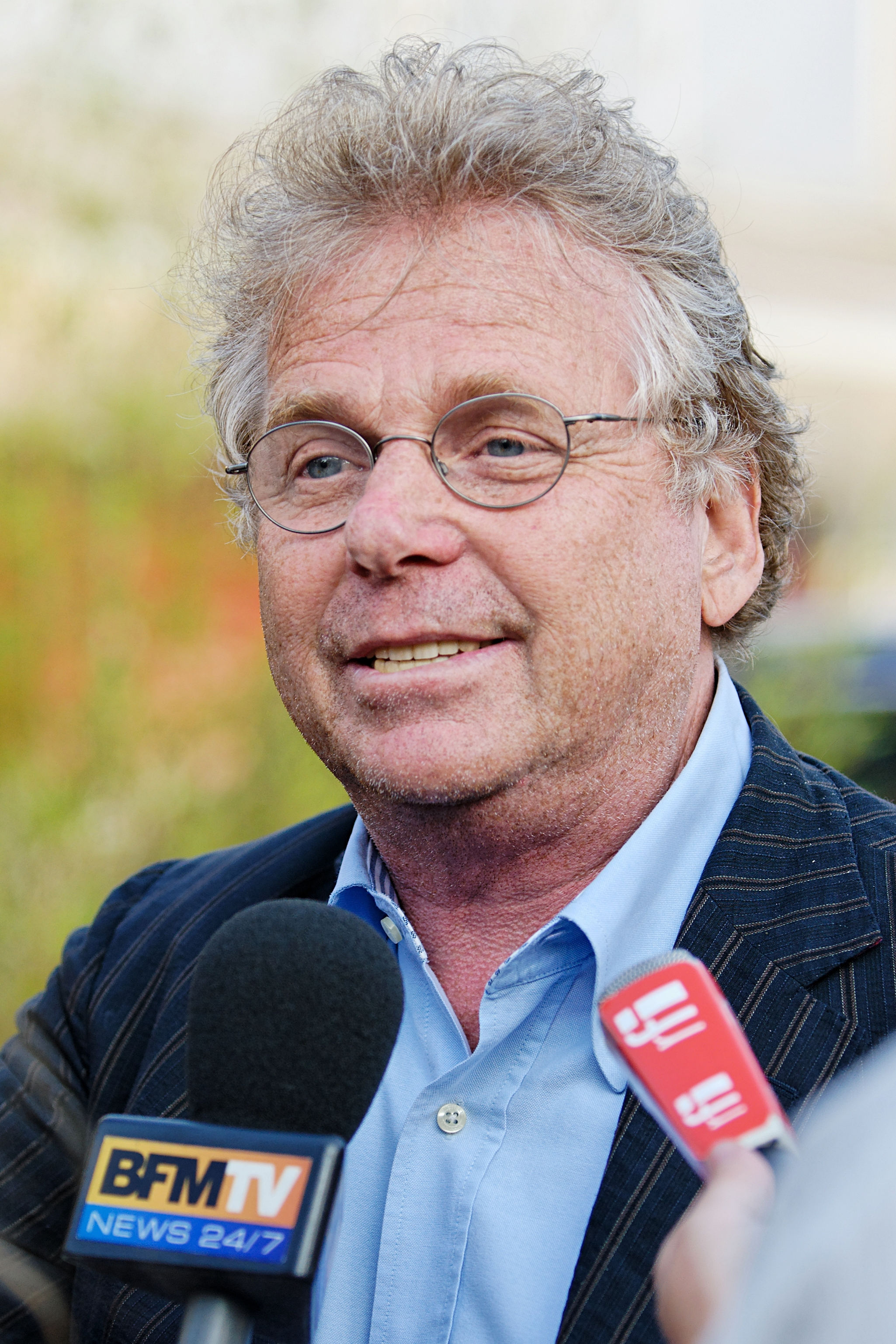
Daniel Cohn-Bendit (Circumscripció Île-de-France)
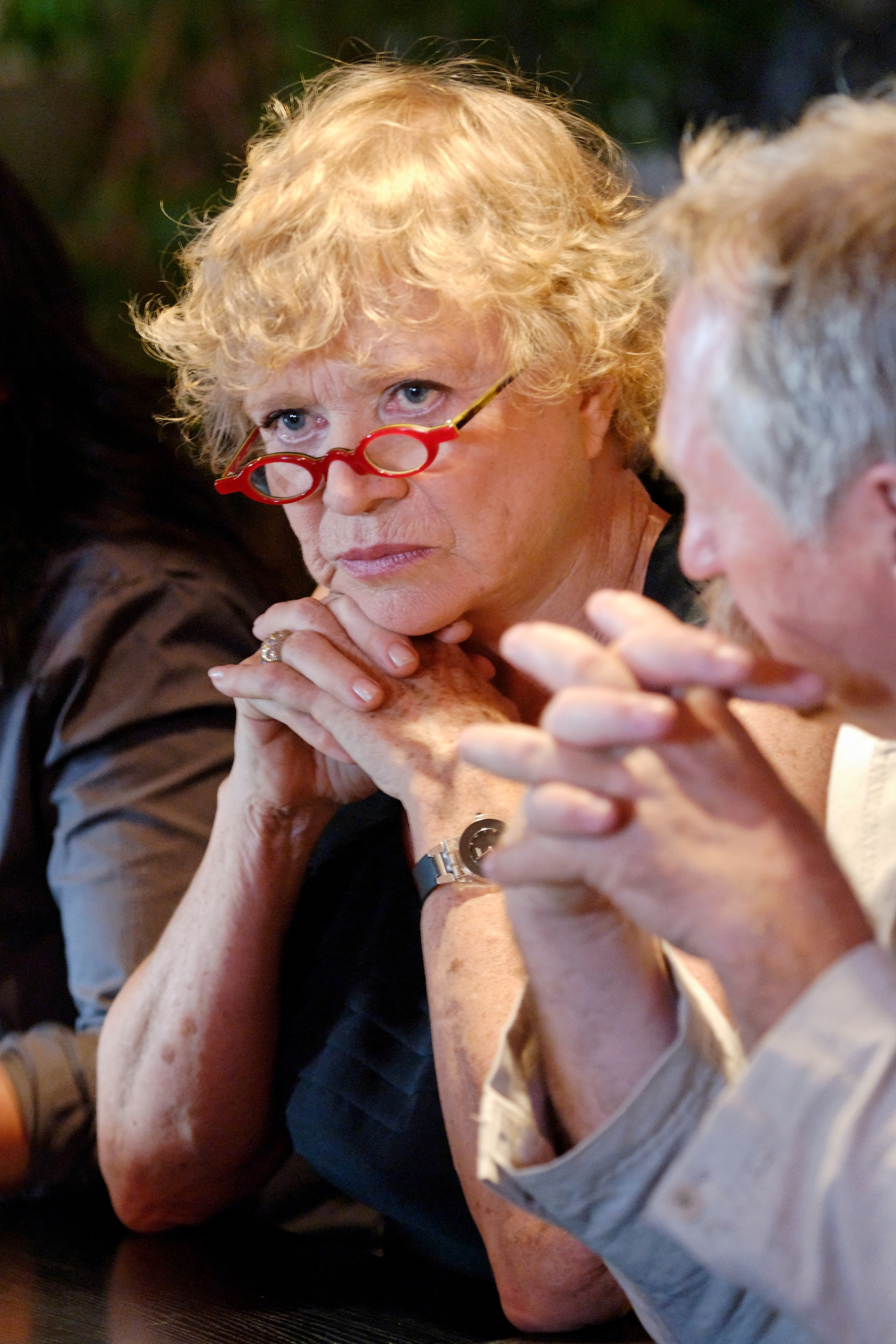
Eva Joly (Circumscripció Île-de-France)
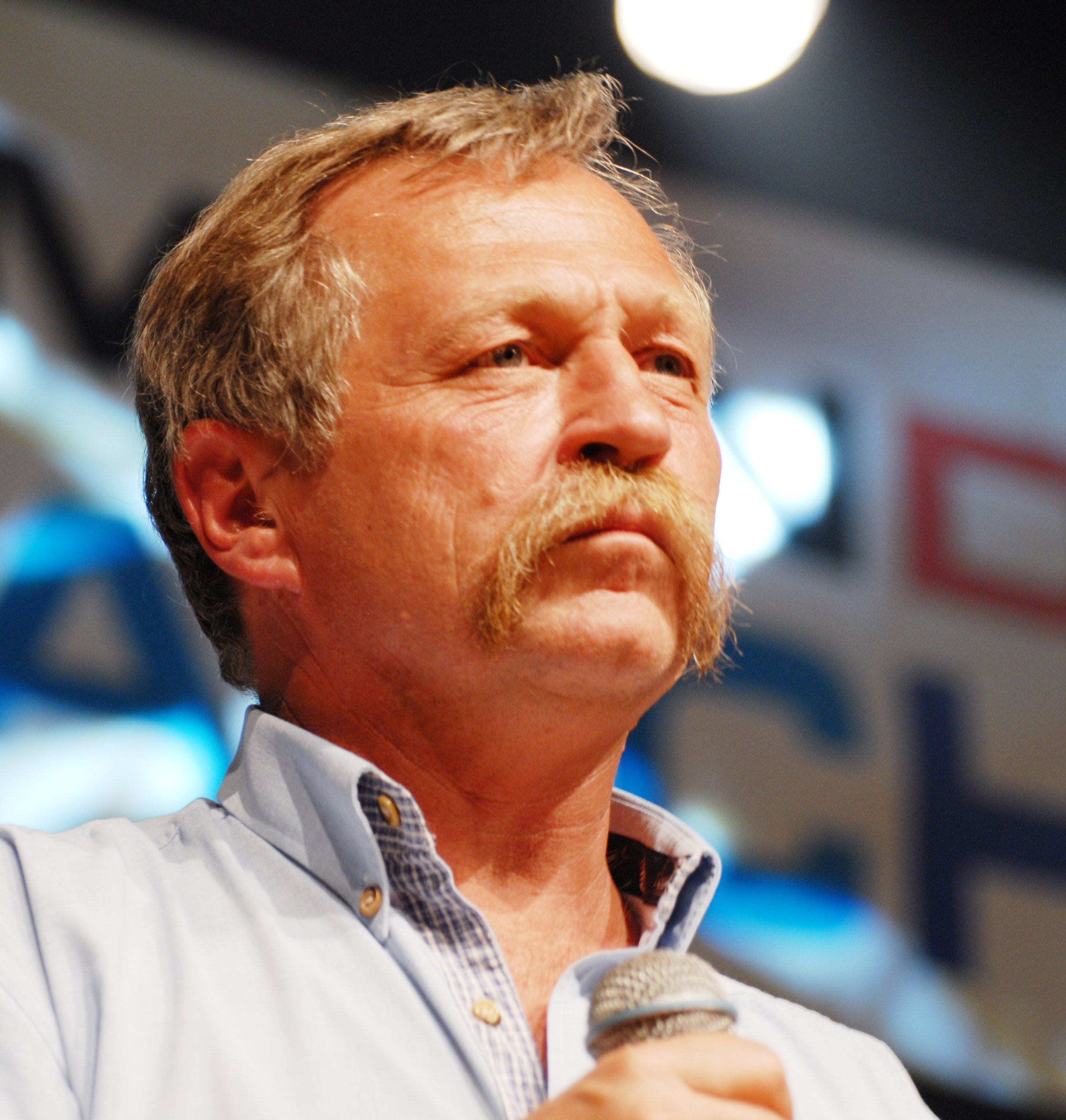
José Bové (Circumscripció Sud-oest)
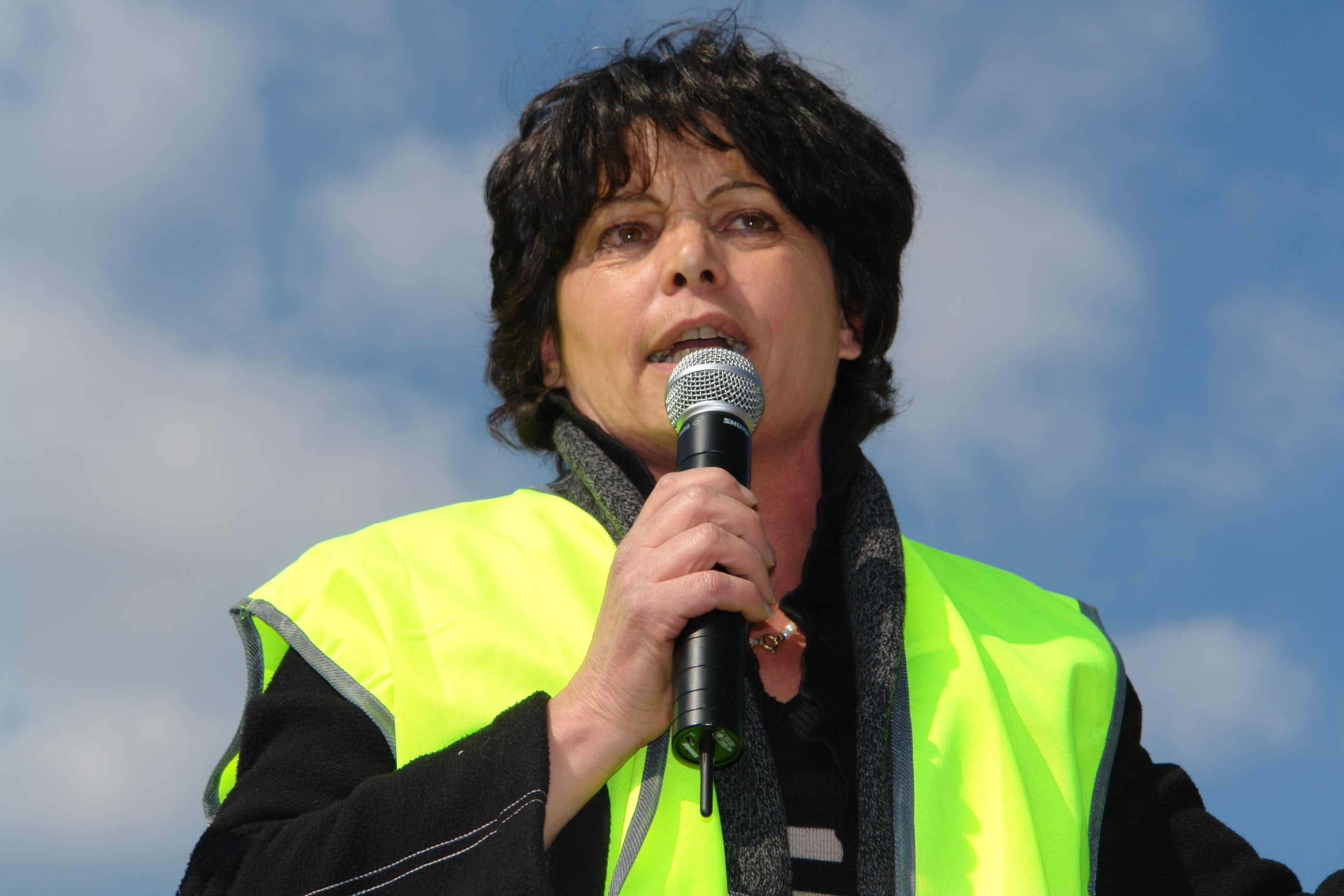
Michèle Rivasi (Circumscripció Sud-este)

#### Suports
Personalitats de diversos orígens han donat suport la coalició:
- Fred Vargas que va escriure el text Nous y sommes[5] per a la coalició.
- Christiane Taubira[6]
- Edgar Morin[7]
- Lambert Wilson[8]
- Nicolas Hulot[9]
- Stéphane Hessel[10]

#### Resultats
Finalment la coalició va obtenir el 16,28% dels vots emesos a nivell nacional, el percentatge més alt mai obtingut per un partit dels Verds a les eleccions europees a França. Aquest resultat li va donar 14 escons (7 membres dels Verds, 6 independents en les files dels Verds i 1 del Partit de la Nació Corsa) al Parlament, integrats en el grup Els Verds-Aliança Lliure Europea, repartits de la següent forma:
- Circumscripció Nord-oest: (12,10%) — 1: Hélène Flautre
- Circumscripció Oest: (16,65%) — 2: José Bové i Catherine Grèze
- Circumscripció Sud-est: (18,27%) — 3: Michèle Rivasi, François Alfonsi i Malika Benarab-Attou
- Circumscripció del Massís Central-Centre: (13,58%) — 1: Jean-Paul Besset
- Circumscripció Illa de França: (20,86%) — 4: Daniel Cohn-Bendit, Eva Joly, Pascal Canfin i Karima Delli
- Circumscripció Ultramar: (16,25%) — 0

Aquestes eleccions van significar la penetració d'Europa Ecologia que va doblar el resultat dels Verds en les anteriors eleccions europees, gairebé enxampant al Partit Socialista a nivell nacional - que va obtenir el 16,48% - i superant-lo en regions com Illa de França o Sud-est. Així, els eurodiputats d'Europa Ecologia formaven el segon contingent de representants més important del Partit Verd Europeu, després dels Verds alemanys - amb 14 escons. Entre les claus de l'èxit els analistes van apuntar a la flexibilitat de les candidatures i l'organització, el discurs europeista (com la proposició de creació d'un Fons Europeu de Cooperació Ecològica i Solidària, en substitució del Pacte d'Estabilitat i Creixement) sense entrar en claus de política nacional, la preocupació per temes socials com a mediambientals apuntant en la direcció d'un canvi de model radical, sense per això recórrer a pujades de to violentes o denigratòries.
La llista Alliance écologiste indépendante, l'altra principal coalició ecologista, va obtenir el 3,7% dels vots, no obtenint cap representant. Amb el que, sumant els vots de les 2 formacions ecologistes, el vot verd va aconseguir un inesperat 20% del total.

### Eleccions regionals de 2010
Per a aquestes eleccions, la coalició conserva el mateix nom, sense realitzar cap fusió o acord amb cap altre partit a nivell nacional, però integrant a títol personal, candidats procedents d'altres partits (Partit Socialista i Partit Comunista) així com uns altres procedents de la societat, no-polítics de professió.
Així, en la segona volta, la idea seria col·locar-se del costat de les altres llistes d'esquerra. No obstant això, la posició enfront del MoDem és objecte de polèmica. Europa Ecologia esperava sobrepassar al PS a algunes regions (com ja havia fet en les europees) per poder reivindicar-ne la presidència, i en tot caso tenir un gran pes en l'esquerra. L'objectiu expressat per Cohn-Bendit va ser afermar el partit com a tercera força política del país.

#### Resultats
En la primera volta, Europa Ecologia va obtenir finalment 2.372.340 vots (12,18%), consolidant-se com a tercera força política del país. Aquesta primera volta va estar caracteritzada per la gran abstenció (53,64%). Els resultats del partit van variar molt d'una regió a una altra, des del 8,5% en Xampanya-Ardenes al 17,8% en Roine-Alps.
Comença llavors a negociar-se l'aliança de les forces d'esquerra, entre el Partit Socialista, Europa Ecologia i el Front de Gauche o el Partit Comunista que haguessin aconseguit almenys el 5% dels vots necessaris per a la fusió de candidatures. Les negociacions es duen a terme a nivell regional, el repartiment d'escons es realitza proporcionalment segons els resultats de la primera volta. Finalment, les llistes d'Esquerra es fusionen a totes les regions per donar lloc a la candidatura La Gauche; excepte a Bretanya on Europa Ecologia es manté, al Llemosí on la llista Front de Gauche-NPA també es manté en solitari, i a Picardia, on el PS es va negar a integrar als candidats del Front de Gauche. Finalment a Llenguadoc-Rosselló es dona un cas particular, perquè cap de les 3 llistes anteriors aconsegueix passar a la segona volta.
L'altre partit ecologista present en les eleccions, es va caracteritzar pel seu eslògan une identité au délà de la droite et de la gauche (una identitat més enllà de la dreta i de l'esquerra), i en la seva oposició a qualsevol pacte amb les forces tradicionals.
Finalment, la coalició La Gauche arrasa en la majoria de les regions, amb 9.833.795 vots (46,40%) i 1.006 escons, i només amb una regió en poder de l'UMP (i la resta en poder del Partit Socialista, excepte el cas particular a Llenguadoc). A Bretanya, Europa Ecologia va aconseguir 11 escons.